# کوئلوورو
کوئلوورو شهری در شهرستان کوکا در استان بانوا در بورکینافاسوی غربی است و جمعیت آن ۹۲۳ نفر است.